# Бюст-паметник на Георги Бенковски (Копривщица)
Бюст-паметникът на Георги Бенковски е изработен от скулптора Минков през 1962 година.
Намира се в двора на къща музей „Георги Бенковски“, роден дом на революционера. Изработен е от гранит и е с размери 110/60/30 см. Бюстът е направен от айтоски андезит (куршум камък). Постамента, който е от гранит е издялан от копривщенския каменоделец Атанас (Танчо) Юруков.
На оградният дувар на музея има вградена чешма-паметник на Георги Бенковски. Тя е от гранитна морена и е поставена през 1971 г. Чешмата е изработена отново от Атанас Юруков и има размери 170/110/40 см.